# Tour de l'île de Chongming 2024
La 15e édition du Tour de l'île de Chongming a lieu du 15 au 17 octobre 2024. Elle fait partie de l'UCI World Tour féminin. 
Les trois étapes se concluent au sprint. Mylène de Zoete gagne la première étape, Marta Lach les deux suivantes. Par le jeu des bonifications, elle remporte le classement général devant de Zoete et Scarlett Souren, meilleure jeune. Lach gagne également le classement par points. Anne Knijnenburg est la meilleure grimpeuse. Ceratizit-WNT est la meilleure équipe.

## Équipes
| Équipe continentale- HKSI Pro Cycling Team UCI Women's WorldTeams (4)- UAE Team ADQ - Ceratizit-WNT Pro Cycling - Human Powered Health - Roland Équipes féminines continentales (11)- VolkerWessels - Laboral Kutxa-Fundacion Euskadi - Lotto Dstny Ladies - BTC City Ljubljana Zhiraf Ambedo - Winspace - Team Coop-Repsol - Thailand Women's cycling team - Ara-Skip Capital - Team Dukla Praha - Li Ning Star Ladies - Bodywrap LTwoo Women's Cycling Team Équipe féminine continentale- China Liv Pro Cycling Équipe nationale- Chine |
| |

## Étapes
| Étape     | Date    | Villes étapes         | type            | Distance (km) | Vainqueur d'étape | Leader du classement général |
| --------- | ------- | --------------------- | --------------- | ------------- | ----------------- | ---------------------------- |
| 1re étape | 15 oct. | Chongming – Chongming | étape de plaine | 108,9         | Mylène de Zoete   | Mylène de Zoete              |
| 2e étape  | 16 oct. | Chongming – Chongming | étape de plaine | 129           | Marta Lach        | Mylène de Zoete              |
| 3e étape  | 17 oct. | Chongming – Chongming | étape de plaine | 111,4         | Marta Lach        | Marta Lach                   |

## Déroulement de la course

### 1reétape
Les échappées ne parviennent pas à prendre de l'avance durant l'étape. À trois kilomètres du but, Thi That Nguyen tente de fausser compagnie au peloton et s’isole en tête, mais est reprise. Marta Lach attaque ensuite sans plus de succès. Au sprint, Mylène de Zoete se montre la plus rapide.
| \| Classement de l'étape \| Classement de l'étape \| Classement de l'étape \| Classement de l'étape \| Classement de l'étape \| \| Coureur \| Coureur \| Pays \| Équipe \| Temps \| \| --------------------- \| --------------------- \| --------------------- \| ----------------------------------- \| --------------------- \| \| 1re \| Mylène de Zoete \| Pays-Bas \| Ceratizit-WNT Pro Cycling \| 2 h 29 min 07 s \| \| 2e \| Tereza Neumanová \| Tchéquie \| UAE Team ADQ \| + 0 s \| \| 3e \| Silvia Zanardi \| Italie \| Human Powered Health \| + 0 s \| \| 4e \| Sofie van Rooijen \| Pays-Bas \| VolkerWessels \| + 0 s \| \| 5e \| Scarlett Souren \| Pays-Bas \| VolkerWessels \| + 0 s \| \| 6e \| Qi Wenjia \| Chine \| Bodywrap LTwoo Women's Cycling Team \| + 0 s \| \| 7e \| Laura Tomasi \| Italie \| Laboral Kutxa-Fundación Euskadi \| + 0 s \| \| 8e \| Karolina Kumięga \| Pologne \| UAE Team ADQ \| + 0 s \| \| 9e \| Camilla Rånes Bye \| Norvège \| Team Coop-Repsol \| + 0 s \| \| 10e \| Lucinda Stewart \| Australie \| Ara-Skip Capital \| + 0 s \| |                   |           |                                     |                 |
| |                   |           |                                     |                 |
| |                   |           |                                     |                 |
| Classement de l'étape |                   |           |                                     |                 |
| Coureur | Coureur           | Pays      | Équipe                              | Temps           |
| 1re | Mylène de Zoete   | Pays-Bas  | Ceratizit-WNT Pro Cycling           | 2 h 29 min 07 s |
| 2e | Tereza Neumanová  | Tchéquie  | UAE Team ADQ                        | + 0 s           |
| 3e | Silvia Zanardi    | Italie    | Human Powered Health                | + 0 s           |
| 4e | Sofie van Rooijen | Pays-Bas  | VolkerWessels                       | + 0 s           |
| 5e | Scarlett Souren   | Pays-Bas  | VolkerWessels                       | + 0 s           |
| 6e | Qi Wenjia         | Chine     | Bodywrap LTwoo Women's Cycling Team | + 0 s           |
| 7e | Laura Tomasi      | Italie    | Laboral Kutxa-Fundación Euskadi     | + 0 s           |
| 8e | Karolina Kumięga  | Pologne   | UAE Team ADQ                        | + 0 s           |
| 9e | Camilla Rånes Bye | Norvège   | Team Coop-Repsol                    | + 0 s           |
| 10e | Lucinda Stewart   | Australie | Ara-Skip Capital                    | + 0 s           |

| \| Classement général \| Classement général \| Classement général \| Classement général \| Classement général \| \| Coureur \| Coureur \| Pays \| Équipe \| Temps \| \| ------------------ \| --------------------- \| ------------------ \| ----------------------------------- \| ------------------ \| \| 1re \| Mylène de Zoete \| Pays-Bas \| Ceratizit-WNT Pro Cycling \| 2 h 28 min 54 s \| \| 2e \| Tereza Neumanová \| Tchéquie \| UAE Team ADQ \| + 7 s \| \| 3e \| Silvia Zanardi \| Italie \| Human Powered Health \| + 9 s \| \| 4e \| Marta Lach \| Pologne \| Ceratizit-WNT Pro Cycling \| + 9 s \| \| 5e \| Sofie van Rooijen \| Pays-Bas \| VolkerWessels \| + 11 s \| \| 6e \| Scarlett Souren \| Pays-Bas \| VolkerWessels \| + 11 s \| \| 7e \| Kathrin Schweinberger \| Autriche \| Ceratizit-WNT Pro Cycling \| + 12 s \| \| 8e \| Qi Wenjia \| Chine \| Bodywrap LTwoo Women's Cycling Team \| + 13 s \| \| 9e \| Laura Tomasi \| Italie \| Laboral Kutxa-Fundación Euskadi \| + 13 s \| \| 10e \| Karolina Kumięga \| Pologne \| UAE Team ADQ \| + 13 s \| |                       |          |                                     |                 |
| |                       |          |                                     |                 |
| |                       |          |                                     |                 |
| Classement général |                       |          |                                     |                 |
| Coureur | Coureur               | Pays     | Équipe                              | Temps           |
| 1re | Mylène de Zoete       | Pays-Bas | Ceratizit-WNT Pro Cycling           | 2 h 28 min 54 s |
| 2e | Tereza Neumanová      | Tchéquie | UAE Team ADQ                        | + 7 s           |
| 3e | Silvia Zanardi        | Italie   | Human Powered Health                | + 9 s           |
| 4e | Marta Lach            | Pologne  | Ceratizit-WNT Pro Cycling           | + 9 s           |
| 5e | Sofie van Rooijen     | Pays-Bas | VolkerWessels                       | + 11 s          |
| 6e | Scarlett Souren       | Pays-Bas | VolkerWessels                       | + 11 s          |
| 7e | Kathrin Schweinberger | Autriche | Ceratizit-WNT Pro Cycling           | + 12 s          |
| 8e | Qi Wenjia             | Chine    | Bodywrap LTwoo Women's Cycling Team | + 13 s          |
| 9e | Laura Tomasi          | Italie   | Laboral Kutxa-Fundación Euskadi     | + 13 s          |
| 10e | Karolina Kumięga      | Pologne  | UAE Team ADQ                        | + 13 s          |

### 2eétape
Tamara Dronova sort seule peu avant le deuxième sprint intermédiaire. Zhao Qing la rejoint. Dronova refuse alors la coopération, ce qui cause le regroupement à quarante kilomètres de l'arrivée. Zhang Hao contre. Lu Siying part en poursuite mais ne parvient pas à revenir sur la tête. Zhang est reprise à vingt-trois kilomètres de la ligne. Aurela Nerlo contre à son tour et n'est reprise qu'à quatre kilomètres de la fin. Marta Lach remporte le sprint devant ses coéquipières Mylène de Zoete et Kathrin Schweinberger.
| \| Classement de l'étape \| Classement de l'étape \| Classement de l'étape \| Classement de l'étape \| Classement de l'étape \| \| Coureur \| Coureur \| Pays \| Équipe \| Temps \| \| --------------------- \| --------------------- \| --------------------- \| ------------------------------- \| --------------------- \| \| 1re \| Marta Lach \| Pologne \| Ceratizit-WNT Pro Cycling \| 3 h 23 min 05 s \| \| 2e \| Mylène de Zoete \| Pays-Bas \| Ceratizit-WNT Pro Cycling \| + 0 s \| \| 3e \| Kathrin Schweinberger \| Autriche \| Ceratizit-WNT Pro Cycling \| + 0 s \| \| 4e \| Alba Teruel \| Espagne \| Laboral Kutxa-Fundación Euskadi \| + 0 s \| \| 5e \| Maggie Coles-Lyster \| Canada \| Roland \| + 0 s \| \| 6e \| Silvia Zanardi \| Italie \| Human Powered Health \| + 0 s \| \| 7e \| Karolina Kumięga \| Pologne \| UAE Team ADQ \| + 0 s \| \| 8e \| Jutatip Maneephan \| Thaïlande \| Thailand Women's cycling team \| + 0 s \| \| 9e \| Tereza Neumanová \| Tchéquie \| UAE Team ADQ \| + 0 s \| \| 10e \| Sylvie Swinkels \| Pays-Bas \| Roland \| + 0 s \| |                       |           |                                 |                 |
| |                       |           |                                 |                 |
| |                       |           |                                 |                 |
| Classement de l'étape |                       |           |                                 |                 |
| Coureur | Coureur               | Pays      | Équipe                          | Temps           |
| 1re | Marta Lach            | Pologne   | Ceratizit-WNT Pro Cycling       | 3 h 23 min 05 s |
| 2e | Mylène de Zoete       | Pays-Bas  | Ceratizit-WNT Pro Cycling       | + 0 s           |
| 3e | Kathrin Schweinberger | Autriche  | Ceratizit-WNT Pro Cycling       | + 0 s           |
| 4e | Alba Teruel           | Espagne   | Laboral Kutxa-Fundación Euskadi | + 0 s           |
| 5e | Maggie Coles-Lyster   | Canada    | Roland                          | + 0 s           |
| 6e | Silvia Zanardi        | Italie    | Human Powered Health            | + 0 s           |
| 7e | Karolina Kumięga      | Pologne   | UAE Team ADQ                    | + 0 s           |
| 8e | Jutatip Maneephan     | Thaïlande | Thailand Women's cycling team   | + 0 s           |
| 9e | Tereza Neumanová      | Tchéquie  | UAE Team ADQ                    | + 0 s           |
| 10e | Sylvie Swinkels       | Pays-Bas  | Roland                          | + 0 s           |

| \| Classement général \| Classement général \| Classement général \| Classement général \| Classement général \| \| Coureur \| Coureur \| Pays \| Équipe \| Temps \| \| ------------------ \| --------------------- \| ------------------ \| -------------------------------- \| ------------------ \| \| 1re \| Mylène de Zoete \| Pays-Bas \| Ceratizit-WNT Pro Cycling \| 5 h 51 min 53 s \| \| 2e \| Marta Lach \| Pologne \| Ceratizit-WNT Pro Cycling \| + 3 s \| \| 3e \| Tereza Neumanová \| Tchéquie \| UAE Team ADQ \| + 13 s \| \| 4e \| Kathrin Schweinberger \| Autriche \| Ceratizit-WNT Pro Cycling \| + 13 s \| \| 5e \| Sofie van Rooijen \| Pays-Bas \| VolkerWessels \| + 14 s \| \| 6e \| Silvia Zanardi \| Italie \| Human Powered Health \| + 15 s \| \| 7e \| Scarlett Souren \| Pays-Bas \| VolkerWessels \| + 15 s \| \| 8e \| Tamara Dronova \| Russie \| Roland \| + 16 s \| \| 9e \| Hanna Tserakh \| Biélorussie \| BTC City Ljubljana Zhiraf Ambedo \| + 18 s \| \| 10e \| Karolina Kumięga \| Pologne \| UAE Team ADQ \| + 19 s \| |                       |             |                                  |                 |
| |                       |             |                                  |                 |
| |                       |             |                                  |                 |
| Classement général |                       |             |                                  |                 |
| Coureur | Coureur               | Pays        | Équipe                           | Temps           |
| 1re | Mylène de Zoete       | Pays-Bas    | Ceratizit-WNT Pro Cycling        | 5 h 51 min 53 s |
| 2e | Marta Lach            | Pologne     | Ceratizit-WNT Pro Cycling        | + 3 s           |
| 3e | Tereza Neumanová      | Tchéquie    | UAE Team ADQ                     | + 13 s          |
| 4e | Kathrin Schweinberger | Autriche    | Ceratizit-WNT Pro Cycling        | + 13 s          |
| 5e | Sofie van Rooijen     | Pays-Bas    | VolkerWessels                    | + 14 s          |
| 6e | Silvia Zanardi        | Italie      | Human Powered Health             | + 15 s          |
| 7e | Scarlett Souren       | Pays-Bas    | VolkerWessels                    | + 15 s          |
| 8e | Tamara Dronova        | Russie      | Roland                           | + 16 s          |
| 9e | Hanna Tserakh         | Biélorussie | BTC City Ljubljana Zhiraf Ambedo | + 18 s          |
| 10e | Karolina Kumięga      | Pologne     | UAE Team ADQ                     | + 19 s          |

### 3eétape
Dans le troisième des sept tours de circuit, Anne Knijnenburg et Nela Slaníková sortent du peloton. Aurela Nerlo, April Tacey et Rachael Wales partent ensuite en poursuite. L'avance du duo de tête culmine à une minute quarante à quarante kilomètres de l'arrivée. Le groupe de poursuite est repris seize kilomètres plus loin. Knijnenburg distance Slaníková peu avant de débuter l'avant-dernier tour. Elle est reprise aux trois kilomètres. Marta Lach remporte le sprint et le classement général.
| \| Classement de l'étape \| Classement de l'étape \| Classement de l'étape \| Classement de l'étape \| Classement de l'étape \| \| Coureur \| Coureur \| Pays \| Équipe \| Temps \| \| --------------------- \| --------------------- \| --------------------- \| ------------------------- \| --------------------- \| \| 1re \| Marta Lach \| Pologne \| Ceratizit-WNT Pro Cycling \| 2 h 40 min 39 s \| \| 2e \| Scarlett Souren \| Pays-Bas \| VolkerWessels \| + 0 s \| \| 3e \| Sofie van Rooijen \| Pays-Bas \| VolkerWessels \| + 0 s \| \| 4e \| Silvia Zanardi \| Italie \| Human Powered Health \| + 0 s \| \| 5e \| Tereza Neumanová \| Tchéquie \| UAE Team ADQ \| + 0 s \| \| 6e \| Kathrin Schweinberger \| Autriche \| Ceratizit-WNT Pro Cycling \| + 0 s \| \| 7e \| Kristýna Burlová \| Tchéquie \| Lifeplus Wahoo \| + 0 s \| \| 8e \| Daria Pikulik \| Pologne \| Human Powered Health \| + 0 s \| \| 9e \| Mieke Docx \| Belgique \| Lotto Dstny Ladies \| + 0 s \| \| 10e \| Anna van Wersch \| Pays-Bas \| Lotto Dstny Ladies \| + 0 s \| |                       |          |                           |                 |
| |                       |          |                           |                 |
| |                       |          |                           |                 |
| Classement de l'étape |                       |          |                           |                 |
| Coureur | Coureur               | Pays     | Équipe                    | Temps           |
| 1re | Marta Lach            | Pologne  | Ceratizit-WNT Pro Cycling | 2 h 40 min 39 s |
| 2e | Scarlett Souren       | Pays-Bas | VolkerWessels             | + 0 s           |
| 3e | Sofie van Rooijen     | Pays-Bas | VolkerWessels             | + 0 s           |
| 4e | Silvia Zanardi        | Italie   | Human Powered Health      | + 0 s           |
| 5e | Tereza Neumanová      | Tchéquie | UAE Team ADQ              | + 0 s           |
| 6e | Kathrin Schweinberger | Autriche | Ceratizit-WNT Pro Cycling | + 0 s           |
| 7e | Kristýna Burlová      | Tchéquie | Lifeplus Wahoo            | + 0 s           |
| 8e | Daria Pikulik         | Pologne  | Human Powered Health      | + 0 s           |
| 9e | Mieke Docx            | Belgique | Lotto Dstny Ladies        | + 0 s           |
| 10e | Anna van Wersch       | Pays-Bas | Lotto Dstny Ladies        | + 0 s           |

## Classements finals

### Classement général final
| \| Classement général \| Classement général \| Classement général \| Classement général \| Classement général \| \| Coureuse \| Coureuse \| Pays \| Équipe \| Temps \| \| ------------------ \| --------------------- \| ------------------ \| ------------------------- \| ------------------ \| \| 1re \| Marta Lach \| Pologne \| Ceratizit-WNT Pro Cycling \| 8 h 32 min 24 s \| \| 2e \| Mylène de Zoete \| Pays-Bas \| Ceratizit-WNT Pro Cycling \| + 8 s \| \| 3e \| Scarlett Souren \| Pays-Bas \| VolkerWessels \| + 14 s \| \| 4e \| Sofie van Rooijen \| Pays-Bas \| VolkerWessels \| + 15 s \| \| 5e \| Tereza Neumanová \| Tchéquie \| UAE Team ADQ \| + 19 s \| \| 6e \| Kathrin Schweinberger \| Autriche \| Ceratizit-WNT Pro Cycling \| + 19 s \| \| 7e \| Silvia Zanardi \| Italie \| Human Powered Health \| + 23 s \| \| 8e \| Tamara Dronova \| Russie \| Roland \| + 24 s \| \| 9e \| Anne Knijnenburg \| Pays-Bas \| VolkerWessels \| + 24 s \| \| 10e \| Nela Slanikova \| Tchéquie \| Team Dukla Praha \| + 25 s \| |                       |          |                           |                 |
| |                       |          |                           |                 |
| Source : ProCyclingStats |                       |          |                           |                 |
| Classement général |                       |          |                           |                 |
| Coureuse | Coureuse              | Pays     | Équipe                    | Temps           |
| 1re | Marta Lach            | Pologne  | Ceratizit-WNT Pro Cycling | 8 h 32 min 24 s |
| 2e | Mylène de Zoete       | Pays-Bas | Ceratizit-WNT Pro Cycling | + 8 s           |
| 3e | Scarlett Souren       | Pays-Bas | VolkerWessels             | + 14 s          |
| 4e | Sofie van Rooijen     | Pays-Bas | VolkerWessels             | + 15 s          |
| 5e | Tereza Neumanová      | Tchéquie | UAE Team ADQ              | + 19 s          |
| 6e | Kathrin Schweinberger | Autriche | Ceratizit-WNT Pro Cycling | + 19 s          |
| 7e | Silvia Zanardi        | Italie   | Human Powered Health      | + 23 s          |
| 8e | Tamara Dronova        | Russie   | Roland                    | + 24 s          |
| 9e | Anne Knijnenburg      | Pays-Bas | VolkerWessels             | + 24 s          |
| 10e | Nela Slanikova        | Tchéquie | Team Dukla Praha          | + 25 s          |

### UCI World Tour

#### Points attribués
| Position                  | 1er | 2e  | 3e  | 4e  | 5e  | 6e  | 7e  | 8e  | 9e | 10e | 11e | 12e | 13e | 14e | 15e | 16e à 20e | 21e à 30e | 31e à 40e |  |  |
| Classement général        | 400 | 320 | 260 | 220 | 180 | 140 | 120 | 100 | 80 | 68  | 56  | 48  | 40  | 32  | 28  | 24        | 16        | 8         |  |  |
| Étapes et demi-étapes     | 50  | 40  | 30  | 25  | 20  | 18  | 15  | 10  | 8  | 6   |     |     |     |     |     |           |           |           |  |  |
| Port du maillot de leader | 8   |     |     |     |     |     |     |     |    |     |     |     |     |     |     |           |           |           |  |  |

### Classements annexes
| Classement par points | Classement par points | Classement par points | Classement par points | Classement par points |
| Coureuse              | Coureuse              | Pays                  | Équipe                | Points                |
| --------------------- | --------------------- | --------------------- | --------------------- | --------------------- |

| Classement par points | Classement par points | Classement par points | Classement par points | Classement par points |
| Coureuse              | Coureuse              | Pays                  | Équipe                | Points                |
| --------------------- | --------------------- | --------------------- | --------------------- | --------------------- |

| Classement de la montagne | Classement de la montagne | Classement de la montagne | Classement de la montagne | Classement de la montagne |
| Coureuse                  | Coureuse                  | Pays                      | Équipe                    | Points                    |
| ------------------------- | ------------------------- | ------------------------- | ------------------------- | ------------------------- |

| Classement de la montagne | Classement de la montagne | Classement de la montagne | Classement de la montagne | Classement de la montagne |
| Coureuse                  | Coureuse                  | Pays                      | Équipe                    | Points                    |
| ------------------------- | ------------------------- | ------------------------- | ------------------------- | ------------------------- |

| Classement du meilleur jeune | Classement du meilleur jeune | Classement du meilleur jeune | Classement du meilleur jeune | Classement du meilleur jeune |
| Coureuse                     | Coureuse                     | Pays                         | Équipe                       | Temps                        |
| ---------------------------- | ---------------------------- | ---------------------------- | ---------------------------- | ---------------------------- |

| Classement du meilleur jeune | Classement du meilleur jeune | Classement du meilleur jeune | Classement du meilleur jeune | Classement du meilleur jeune |
| Coureuse                     | Coureuse                     | Pays                         | Équipe                       | Temps                        |
| ---------------------------- | ---------------------------- | ---------------------------- | ---------------------------- | ---------------------------- |

## Évolution des classements
| Étape              |                    | Vainqueur _     | Classement général _ | Classement par points _ | Meilleure grimpeuse _ | Meilleure jeune _ | Meilleure équipe _        |
| ------------------ | ------------------ | --------------- | -------------------- | ----------------------- | --------------------- | ----------------- | ------------------------- |
| 1re étape          | étape de plaine    | Mylène de Zoete | Mylène de Zoete      | Mylène de Zoete         | Karolina Kumięga      | Sofie van Rooijen | VolkerWessels             |
| 2e étape           | étape de plaine    | Marta Lach      | Mylène de Zoete      | Mylène de Zoete         | Karolina Kumięga      | Sofie van Rooijen | Ceratizit-WNT Pro Cycling |
| 3e étape           | étape de plaine    | Marta Lach      | Marta Lach           | Marta Lach              | Anne Knijnenburg      | Scarlett Souren   | Ceratizit-WNT Pro Cycling |
| Classements finals | Classements finals |                 | Marta Lach           | Marta Lach              | Anne Knijnenburg      | Scarlett Souren   | Ceratizit-WNT Pro Cycling |

## Liste des participantes
| Légende                             | Légende                                                                                              | Légende                                | Légende |
| ----------------------------------- | --- | -------------------------------------- | --- |
| Num                                 | Dossard de départ porté par la coureuse sur ce Tour de l'île de Chongming                            | Pos                                    | Position finale au classement général                                                                         |
| Leader du classement général        | Indique la vainqueur du classement général                                                           | Leader du classement par points        | Indique la vainqueur du classement par points                                                                 |
| Leader du classement de la montagne | Indique la vainqueur du classement de la montagne                                                    | Leader du classement du meilleur jeune | Indique la vainqueur du classement de la meilleure jeune                                                      |
|                                     | Indique la vainqueur du classement de la meilleure Asie                                              |                                        | Indique un maillot de champion national ou mondial, suivi de sa spécialité                                    |
| #                                   | Indique la meilleure équipe                                                                          | NP                                     | Indique une coureuse qui n'a pas pris le départ d'une étape, suivi du numéro de l'étape où elle s'est retirée |
| AB                                  | Indique une coureuse qui n'a pas terminé une étape, suivi du numéro de l'étape où elle s'est retirée | HD                                     | Indique un coureuse qui a terminé une étape hors des délais, suivi du numéro de l'étape                       |
| DSQ                                 | Indique un coureur qui a été disqualifié de la course, suivi du numéro de l'étape                    | *                                      | Indique un coureuse en lice pour le classement de la meilleure jeune (coureuses nées après le )               |